# St. Johannes Nepomuk (Binswangen)

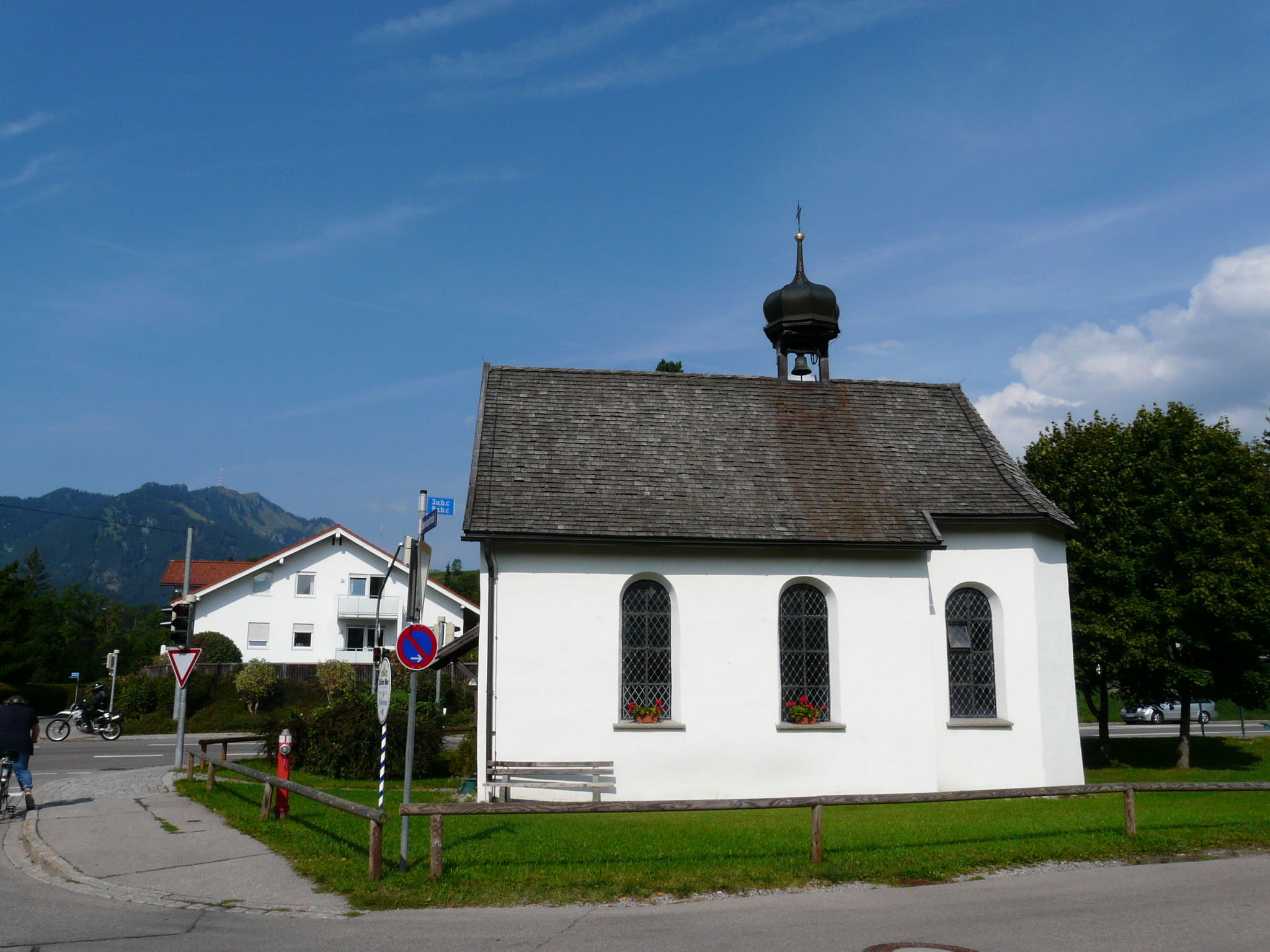
St. Johannes Nepomuk in Binswangen

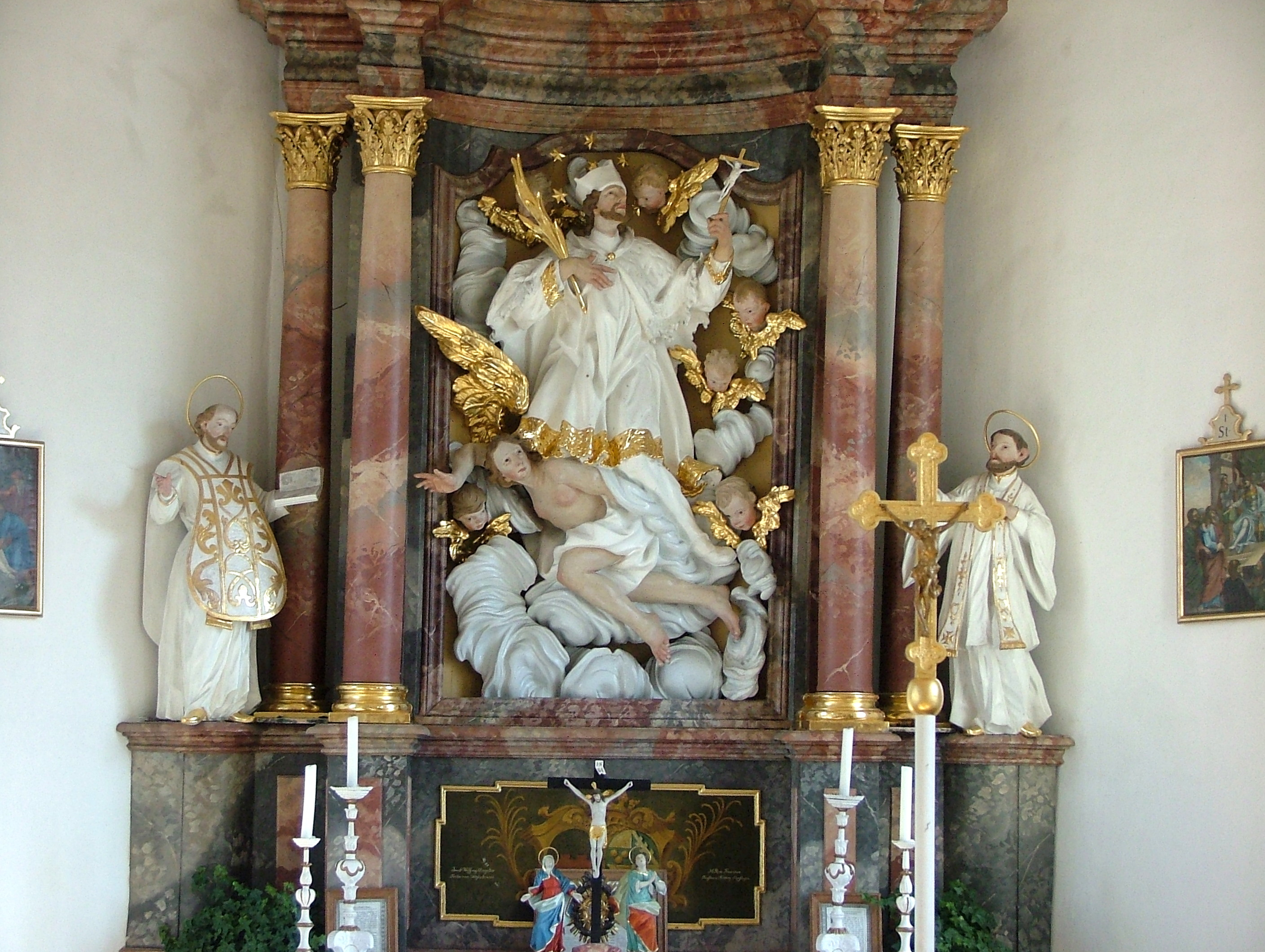
Altar

Die römisch-katholische Kapelle St. Johannes Nepomuk steht in Binswangen, einem Stadtteil von Sonthofen, Kreisstadt des schwäbischen Landkreises Oberallgäu in Bayern. Das Bauwerk ist  in der Liste der Baudenkmäler in Sonthofen als Baudenkmal unter der Nr. D-7-80-139-37 eingetragen. Die Kapelle gehört zum Dekanat Sonthofen des Bistums Augsburg.

## Beschreibung
Die Kapelle wurde 1741/42 errichtet. Sie besteht aus einem Langhaus und einem eingezogenen, dreiseitig geschlossenen Chor im Osten. Aus dem Satteldach des Langhauses erhebt sich im Osten ein offener, mit einer Zwiebelhaube bedeckter Dachreiter, in dem eine Kirchenglocke hängt. 
Zur Kirchenausstattung gehört ein um 1742 gebauter Hochaltar, der dem Umkreis von Anton Sturm zugeschrieben wird. Auf dessen Altarretabel ist Johannes Nepomuk dargestellt. Seitlich wird er von den von Melchior Eberhard gebauten Statuen des Ignatius von Loyola und des Franz Xaver flankiert.